# Варалта (Верона)
Варалта је насеље у Италији у округу Верона, региону Венето.
Према процени из 2011. у насељу је живело 16 становника. Насеље се налази на надморској висини од 867 м.